# Albert Dalmau
Albert Dalmau Martínez (ur. 16 marca 1992 w Sils) – hiszpański piłkarz występujący na pozycji obrońcy w Sepsi Sfântu Gheorghe.